# Anna Dreyeva
Anna Dreyeva (russisch Анна Дреева; häufig nach englischer Transkription Anna Dreeva; * 5. Mai 1991) ist eine usbekische Sommerbiathletin.
Anna Dreyeva nahm erstmals 2009 an den Junioren-Wettbewerben der Sommerbiathlon-Weltmeisterschaften in Oberhof teil und wurde dort in den Wettkämpfen im Crosslauf 22. im Sprint, 29. der Verfolgung und 23. des Massenstarts, bei den Wettbewerben auf Skirollern 35. des Sprintrennens. Sie startete auch bei den Sommerbiathlon-Europameisterschaften 2009 in Nové Město na Moravě. Mit Dilafruz Imomhusanova, Anuzar Yunusov und Ruslan Nasirov erreichte Dreeva den neunten Platz.